# Li Xue (Tischtennisspielerin)
Li Xue (* 14. April 1985 in Zibo (Stadtbezirk Boshan), Volksrepublik China) ist eine französische Tischtennisspielerin chinesischer Herkunft. Sie nahm unter anderem zweimal an Olympischen Spielen teil, wo sie mit der Mannschaft jeweils das Achtelfinale erreichen konnte. Im Einzel konnte sie dort 2016 das Achtelfinale erreichen, wo sie gegen Han Ying verlor. Sie ist Rechtshänderin, Abwehrspielerin und verwendet die Shakehand-Schlägerhaltung. Li Xue konnte bei den Qatar Open 2012 das Viertelfinale erreichen. Sie ist vierfache französische Meisterin im Einzel.
Wegen verschiedener Differenzen im französischen Verband wurde sie ab 2017 selten eingesetzt. 2013 gewann die Französin die Bronzemedaille bei der Europameisterschaft und wurde damit die erste französische Tischtennisspielerin, der das gelang.

## Turnierergebnisse
| Verband | Veranstaltung       | Jahr | Ort            | Land | Einzel    | Doppel        | Mixed | Team          |
| ------- | ------------------- | ---- | -------------- | ---- | --------- | ------------- | ----- | ------------- |
| FRA     | Olympische Spiele   | 2012 | London         | ENG  | letzte 32 |               |       |               |
| FRA     | Olympische Spiele   | 2016 | Rio de Janeiro | BRA  | letzte 16 |               |       |               |
| FRA     | Europaspiele        | 2015 | Baku           | ASE  | letzte 16 |               |       | Viertelfinale |
| FRA     | Europameisterschaft | 2012 | Herning        | DEN  | Bronze    | Viertelfinale |       |               |
| FRA     | Europameisterschaft | 2013 | Schwechat      | AUT  | letzte 16 | Qual.         |       | letzte 16     |
| FRA     | Europameisterschaft | 2014 | Lissabon       | POR  |           |               |       | letzte 16     |
| FRA     | Europameisterschaft | 2015 | Jekaterinburg  | RUS  | letzte 32 | letzte 16     |       | letzte 16     |
| FRA     | Europe-TOP 16       | 2012 | Lyon           | FRA  | 9. Platz  |               |       |               |